# Stampede
| 전문가 평가                       | 전문가 평가 |
| 평가 점수                         | 평가 점수   |
| 출처                              | 점수        |
| --------------------------------- | ----------- |
| AllMusic                          | [ 1 ]       |
| The Encyclopedia of Popular Music | [ 2 ]       |
| The Great Rock Discography        | 5/10        |
| Rolling Stone                     | (mixed)     |
| The Rolling Stone Album Guide     | [ 5 ]       |

《Stampede》는 미국의 록 밴드 두비 브라더스의 다섯 번째 스튜디오 음반이다. 이 음반은 1975년 4월 25일, 워너 브라더스 레코드에 의해 발매되었다. 이 음반은 마이클 맥도널드가 톰 존스턴을 대신해 리드 보컬과 주요 작곡가로 활동하기 전 밴드에 의한 마지막 음반이었다. 이 음반은 미국 음반 산업 협회에 의해 골드 인증을 받았다.

## 배경 및 내용
《Stampede》는 밴드가 컨트리 록, 펑크, 포크 음악뿐만 아니라 오래된 사운드의 요소들을 결합하여 그 어느 때보다도 다양한 사운드의 요소들을 보여주는 것을 보여주었다. 마리아 몰다우, 라이 쿠더, 커티스 메이필드를 포함한 많은 게스트 뮤지션들이 이 음반에 참여했다.
이 음반은 제프 백스터가 커버 사진에는 없지만 밴드의 정식 멤버로 참여한 첫 번째 음반이었다. 그는 이전 두 음반에서 게스트로 몇 곡을 연주했고, 이번 음반에 앞서 밴드와 함께 투어를 했다.
이 음반에서 처음이자 가장 성공적인 싱글은 1975년 4월 23일, 홀랜드-도지어-홀랜드의 전설적인 작곡 트리오가 쓴 모타운의 클래식 곡인 〈Take Me in Your Arms (Rock Me)〉이다. 톰 존스턴은 몇 년 동안 이 노래를 녹음하고 싶었다. "저는 그것이 커버하기에 살인적인 트랙이 될 것이라고 생각했습니다"라고 그는 말했다. "그것은 아마도 제가 가장 좋아하는 노래들 중 하나일 것입니다. 저는 저희 버전이 잘 나왔다고 생각했어요."
1975년 7월 8일에 발매된 다음 싱글은 〈Sweet Maxine〉으로 두비 브라더스의 초기 히트곡에 더 가까웠다. 존스턴은 "팻이 여기에 곡을 썼고 내가 가사를 썼다"고 회상했다. "그리고 빌리 페인은 그의 놀라운 키보드 연주 때문에 이 노래의 사운드와 많은 관련이 있었습니다." 그 트랙은 《빌보드》 차트에서 40위에 머물렀다.

## 곡 목록
| #  | 제목                     | 작사·작곡                | 보컬   | 재생 시간 |
| -- | ------------------------ | ------------------------ | ------ | --------- |
| 1. | 〈Sweet Maxine〉         | 톰 존스턴, 패트릭 시몬스 | 존스턴 | 4:26      |
| 2. | 〈Neal's Fandango〉      | 시몬스                   | 시몬스 | 3:20      |
| 3. | 〈Texas Lullaby〉        | 존스턴                   | 존스턴 | 5:00      |
| 4. | 〈Music Man〉            | 존스턴                   | 존스턴 | 3:34      |
| 5. | 〈Slack Key Soquel Rag〉 | 시몬스                   | 기악   | 1:54      |

| #   | 제목                                              | 작사·작곡            | 보컬                          | 재생 시간 |
| --- | ------------------------------------------------- | -------------------- | ----------------------------- | --------- |
| 6.  | 〈Take Me in Your Arms (Rock Me a Little While)〉 | 홀랜드-도지어-홀랜드 | 존스턴                        | 3:39      |
| 7.  | 〈I Cheat the Hangman〉                           | 시몬스               | 시몬스                        | 6:38      |
| 8.  | 〈Précis〉                                        | 제프 백스터          | 기악                          | 0:56      |
| 9.  | 〈Rainy Day Crossroad Blues〉                     | 존스턴               | 존스턴                        | 3:45      |
| 10. | 〈I Been Workin' on You〉                         | 존스턴               | 존스턴                        | 4:22      |
| 11. | 〈Double Dealin' Four Flusher〉                   | 시몬스               | 시몬스, 키스 크누드슨, 존스턴 | 3:30      |

## 인증
| 국가                       | 인증 | 판매량/출하량 |
| -------------------------- | ---- | ------------- |
| 오스트레일리아 (ARIA)      | 골드 | 50,000^       |
| ^출하량을 기반으로 한 인증 |      |               |